# Убийствен пъзел 6
„Убийствен пъзел 6“ (на английски: Saw VI) е канадско–американски филм на ужасите от 2009 г. Премиерата му е на 23 октомври 2009 г. в САЩ и Канада, и ден по-рано в Австралия и Нова Зеландия. Филмът печели най-малко пари от цялата поредица, въпреки че според някои критици е най-силният филм в нея. Причината за ниската печалба е слабият пети филм.

## Актьорски състав
- Тобин Бел – Джон Крамър
- Костас Мандилор – детектив Марк Хофмън
- Шоуни Смит – Аманда Йънг
- Бетси Ръсел – Джил Тък
- Марк Ролстън – агент Дан Ериксън
- Питър Аутърбридж – Уилям Ийстън

## Скандал
Филмът е забранен в Испания и Беларус.